# 特捜警部アイシャイド
「特捜警部アイシャイド」（原題：Eischied）は、アメリカ合衆国で制作された警察もののテレビドラマ。全13話。主演はジョー・ドン・ベイカー。NBCにて1979年より1980年まで放映された。日本では1981年に東京12チャンネル（現：テレビ東京）で放映された。

## 概要
世界の大都市、ニューヨーク。
それは、同時に最も危険な犯罪都市でもある。
このニューヨークに住む市民たちの生活は、
常に犯罪と隣り合わせの危険に晒されている。
そして、彼らの平和と生命は、昼夜を分かたず活動し、
この街の治安と安全のために、自らの全てを捧げる人々によって支えられている。
刑事本部長、アール・アイシャイドとその部下たち──
彼らもまた、そうした、ニューヨーク犯罪最前線で闘う、勇気の人々である。
—日本語版オープニング・ナレーションより

元ニューヨーク市警察の警察委員、ロバート・デイリーの小説「To Kill a Cop」を1978年にベイカー主演で単発のTVムービーとして放送し、その後シリーズ化された。ニューヨークの治安を守るために日々奔走する刑事本部長アール・アイシャイドとその部下たちの活躍を描く社会派ドラマ。

## キャスト
- アール・アイシャイド刑事本部長：ジョー・ドン・ベイカー（声：内海賢二）
- フィナティ警部：アラン・オッペンハイマー（声：石森達幸）
- エド・パークス刑事部長：エディ・イーガン（声：千葉耕市）
- リック・アレシ刑事：ビンセント・ブファーノ（声：田中秀幸）
- キャロル・ライト刑事：スザンヌ・レデラー（声：弥永和子）
- キンブロー次長：アラン・ファッジ

## スタッフ
- 製作総指揮：デヴィッド・ガーバー
- テーマ曲作曲：ジョン・カカヴァス
- 制作：デヴィッド・ガーバー・プロダクション、コロンビア・ピクチャーズ・テレビジョン

| 東京12チャンネル 金曜23時枠               | 東京12チャンネル 金曜23時枠                   | 東京12チャンネル 金曜23時枠 |
| 前番組                                    | 番組名                                        | 次番組                      |
| ----------------------------------------- | --------------------------------------------- | --------------------------- |
| ザ・テレビジョン （第1期） ※22:30 - 23:55 | 特捜警部アイシャイド （1981年4月3日-6月24日） | 特捜記者キングストン        |

| スタブアイコン | サブスタブ | この項目は、まだ閲覧者の調べものの参照としては役立たない、テレビ番組に関連した書きかけの項目です。この項目を加筆・訂正などしてくださる協力者を求めています（P:テレビ/PJ:放送または配信の番組）。 |